# Martin Ficker
Philipp Martin Ficker (* 17. November 1868 in Sohland an der Spree; † 22. November 1950 in São Paulo) war ein deutscher Hygieniker und Bakteriologe.

## Leben
Martin Ficker, der 1868 als Sohn des Pfarrers Julius Gustav Ficker (1826–1899) geboren wurde, wandte sich nach dem Medizinstudium als Assistent von Carl Flügge der Bakteriologie, und darin teilweise gemeinsam mit Emil Gotschlich (1870–1949) den damals neuen Gebieten der bakteriologischen Luftuntersuchungen, erschienen in der Zeitschrift für Hygiene 22 1896, zu. Von 1896 bis 1901 war er als Assistent von Franz Adolf Hofmann am Hygienischen Institut in Leipzig tätig und habilitierte sich dort 1898 mit dem Thema: „Über Lebensdauer und Absterben von pathogenen Keimen. “ 1902 wurde Ficker als Abteilungsvorstand an das Hygienische Institut nach Berlin geholt. 1903 wurde er dort zum Professor und 1908 zum außerordentlichen Professor ernannt. Zusammen mit seinem Lehrer Max Rubner und mit Max von Gruber gab er zwischen 1911 und 1923 das „Handbuch der Hygiene“ heraus, in dem er die Beiträge über „Allgemeine Biologie der Mikroorganismen“ und „Geschichte der Lehre von den Parasiten“ verfasste. Wegen seiner Arbeiten über neue Färbe- und Kulturmethoden in der Bakteriologie wurde Ficker zur Mitarbeit an weiteren Handbüchern herangezogen. Im Jahre 1913 trat er in das Staatliche Bakteriologische Institut in São Paulo ein. 1917 kehrte er nach Deutschland zurück und wurde Abteilungsleiter an dem von August von Wassermann geleiteten Kaiser-Wilhelm-Institut für experimentelle Therapie in Berlin-Dahlem, wo er Forschungen zu Gasbrandtoxinen betrieb. 1923 ging er erneut nach São Paulo und gründete dort ein eigenes bakteriologisches Laboratorium. Von 1926 bis zum Zweiten Weltkrieg führte er die Forschungsstelle für Mikrobiologie der Kaiser-Wilhelm-Gesellschaft in São Paulo. Dort arbeitete er eine diagnostische Flockungsreaktion für Lepra aus.
Martin Ficker, der 1914 Lisa (geborene Hofmann) ehelichte, verstarb am 22. November 1950 im Alter von 82 Jahren in São Paulo. Er war der Bruder der Theologen Johannes und Gerhard Ficker. Wie seine Brüder wurde er im Sommer 1888 Mitglied der Leipziger Universitäts-Sängerschaft zu St. Pauli (heute Deutsche Sängerschaft).

## Wirken
Sein Name ist durch das „Fickersche Typhusdiagnostikum“ für mehrere Jahrzehnte sehr bekannt gewesen, das auch praktischen Ärzten die serologische Typhusdiagnose ohne Schwierigkeiten ermöglichte.

## Weitere Werke (Auswahl)
- Methoden der aktiven Immunisierung, Methoden der Antigendarstellung. In: Wilhelm Kolle, August von Wassermann (Hrsg.): Handbuch der pathogenen Mikroorganismen. II, 1. 1903 3. 1929.
- Methoden der Bakterienförderung. 1929.
- Schulhygiene. 1911.
- Die pathogenen Coccen. In: Ernst Friedberger, Richard Pfeiffer: Lehrbuch der Mikrobiologie. 1919.
- Methoden der Bakterienfärbung im Ausstrich, Methoden der Geissel-Kapsel- und Sporenfärbung. In: Rudolf Kraus, Paul Uhlenhuth: Handbuch der Mikrobiologischen Technik. 1923.